# Pakeha kirki
Espèce
Synonymes
- Myro kirki Hogg, 1909

Pakeha kirki est une espèce d'araignées aranéomorphes de la famille des Cycloctenidae.

## Distribution
Cette espèce est endémique des îles Snares en Nouvelle-Zélande.

## Description
La carapace de la femelle holotype mesure 4,25 mm de long sur 3,25 mm et l'abdomen 6,5 mm de long sur 4 mm.

## Étymologie
Cette espèce est nommée en l'honneur de Harry Borrer Kirk.

## Publication originale
- Hogg, 1909 : Spiders and Opiliones from the subantarctic islands of New Zealand. The Subantarctic islands of New Zealand. Wellington, vol. 1, p. 155-181 (texte intégral).